# Акты Московского государства 1537 года
Правление: 1533—1538 — Елена Васильевна Глинская (при малолетнем Иване Грозном 1533-1584).

## Акты Московского государства 1537 года
- 16 июля — уставная грамота Владимирского уезда Ильмехотского стана бобровникам.